# Eridadi Mukwanga
Eridadi Mukwanga (Kawanda, 12 luglio 1943 – gennaio 1998) è stato un pugile ugandese.

## Palmarès
- Giochi olimpici

Città del Messico 1968: argento nei pesi gallo.